# OK Šoštanj Topolšica
OK Šoštanj Topolšica – słoweński klub siatkarski z Topolšicy (gmina Šoštanj) założony w maju 1965 roku jako OK Topolšica. Obecną nazwę przyjął w 1995 roku. W sezonie 2003/2004 został mistrzem Słowenii, w sezonie 2004/2005 – wicemistrzem, natomiast w sezonie 2005/2006 zdobył brązowy medal mistrzostw Słowenii.
Pierwsza drużyna mecze domowe rozgrywa w hali sportowej w Šoštanju.

## Historia
W Šoštanju w piłkę siatkową zaczęto grać w latach 30. XX wieku. Do wybuchu II wojny światowej sekcja siatkówki działała pod auspicjami Stowarzyszenia Sportowego Šoštanj (Športno sokolsko društvo Šoštanj) należącego do towarzystwa Sokół.
W maju 1965 roku założony został Odbojkarski klub Topolšica. W tym roku klub zgłosił się do zawodów regionu Maribor-Celje, w których zajął 2. miejsce. W sezonie 1971/1972 został mistrzem regionalnej ligi Maribor-Celje i awansował do II ligi słoweńskiej. W sezonie 1977/1978 wywalczył awans do I ligi słoweńskiej (region wschodni). W sezonie 1979/1980 został wicemistrzem Słowenii.
Po powstaniu w sezonie 1983/1984 jednolitej I ligi słoweńskiej (bez podziału na regiony) OK Topolšica nie utrzymał się, jednak w sezonie 1986/1987 ponownie wywalczył udział w najwyższej lidze w Słowenii. Po odzyskaniu przez Słowenię niepodległości trafił do drugiej klasy rozgrywkowej, w której zajął 2. miejsce za klubem Granit ze Slovenskiej Bistricy.
Po reformie rozgrywek ligowych (podział I ligi na dwie dywizje: A i B) po zakończeniu sezonu 1993/1994 klub z Topolšicy początkowo grał w I lidze dywizji B, a następnie od drugiej rundy sezonu 1996/1997 – w dywizji A. W 1995 roku klub zmienił nazwę na OK Šoštanj Topolšica.
Przed sezonem 1998/1999 ponownie przeprowadzono reformę ligi, rezygnując z podziału na dwie dywizje. OK Šoštanj Topolšica zajął przedostatnie – 9. miejsce – i spadł do II ligi. W II lidze występował przez dwa sezony. Do najwyższej klasy rozgrywkowej powrócił ponownie w sezonie 2001/2002.
W sezonie 2003/2004 klub zdobył mistrzostwo Słowenii. W finale fazy play-off pokonał Calcit Kamnik. W kolejnym sezonie zespół zadebiutował w europejskich pucharach. W fazie grupowej Pucharu Top Teams zajął 3. miejsce w grupie i nie awansował do fazy pucharowej. W rozgrywkach krajowych zdobył wicemistrzostwo Słowenii, przegrywając w finale fazy play-off z Autocommerce Bled. W sezonie 2005/2006 po raz drugi wystartował w europejskich pucharach – tym razem w Pucharze CEV. Podobnie jak w poprzednim sezonie zajął 3. miejsce w grupie i nie awansował do fazy pucharowej. Klub z Topolšicy wziął udział także w pierwszej edycji Ligi Środkowoeuropejskiej, w której zmagania zakończył na ostatniej ósmej pozycji. W krajowej lidze zdobył brązowy medal, wygrywając w rywalizacji o 3. miejsce z klubem Salonit Anhovo Kanal.
Przed sezonem 2006/2007 ze względu na problemy finansowe klub wycofał się z najwyższej klasy rozgrywkowej i zgłosił się do III ligi. W grupie wschodniej III ligi zajął 4. miejsce. W kolejnym sezonie natomiast wygrał rywalizację i uzyskał awans do II ligi. W II lidze występował od sezonu 2008/2009 do końca sezonu 2011/2012, w którym zajął 1. miejsce i powrócił do najwyższej klasy rozgrywkowej.
W sezonie 2012/2013 OK Šoštanj Topolšica awansował do fazy play-off I ligi, gdzie w ćwierćfinale uległ Calcitowi Kamnik, ostatecznie kończąc rozgrywki na 7. miejscu. W następnym sezonie ponownie odpadł w ćwierćfinale fazy play-off, tym razem przegrywając z ACH Volley Lublana. W sezonie 2014/2015 odmłodzona drużyna zajęła ostatnie miejsce w lidze i spadła do niższej klasy rozgrywkowej.
W II lidze klub występował przez trzy sezony: w sezonie 2015/2016 uplasował się na 8. miejsce, w sezonie 2016/2017 – na 10. miejscu, natomiast w sezonie 2017/2018 – na 1. miejscu, uzyskując awans do I ligi. Sezon 2018/2019 zakończył na 8. miejscu, a sezon 2019/2020 – na ostatnim, 10. miejscu.
Przed sezonem 2020/2021 po raz kolejny zreformowano rozgrywki ligowe, dzieląc I ligę na dywizję A i B. OK Šoštanj Topolšica trafił do dywizji B, w której zajął 1. miejsce i uzyskał prawo gry w fazie play-off. W 1/8 finału przegrał rywalizację z ósmą drużyną dywizji A – Krka Novo mesto.

## Bilans sezonów
| Sezon     | Rozgrywki ligowe | Rozgrywki ligowe | Rozgrywki ligowe | Rozgrywki ligowe | Puchar      |
| Sezon     | Poziom           | Poziom           | Miejsce          | Miejsce          | Puchar      |
| --------- | ---------------- | ---------------- | ---------------- | ---------------- | ----------- |
| 1992/1993 | 2. DOL           | 2. DOL           | brak danych      | brak danych      | brak danych |
| 1993/1994 | 2. DOL           | 2. DOL           | brak danych      | brak danych      | brak danych |
| 1994/1995 | 1. DOL           | 1B.              | 9/14             | 1/6              | ćwierćfinał |
| 1995/1996 | 1. DOL           | 1B.              | 11/14            | 3/6              | 1/8 finału  |
| 1996/1997 | 1. DOL           | 1B.              | 7/16             | 2/8              | półfinał    |
| 1997/1998 | 1. DOL           | 1A.              | 11/16            | 8/8              | ćwierćfinał |
| 1998/1999 | 1. DOL           | 1. DOL           | 9/10             | 9/10             | ćwierćfinał |
| 1999/2000 | 2. DOL           | 2. DOL           | 3/12             | 3/12             | 1. runda    |
| 2000/2001 | 2. DOL           | 2. DOL           | 1/12             | 1/12             | 1. runda    |
| 2001/2002 | 1. DOL           | 1. DOL           | 8/10             | 8/10             | 1/8 finału  |
| 2002/2003 | 1. DOL           | 1. DOL           | 7/10             | 7/10             | 1/8 finału  |
| 2003/2004 | 1. DOL           | 1. DOL           | 1/10             | 1/10             | 1/8 finału  |
| 2004/2005 | 1. DOL           | 1. DOL           | 2/10             | 2/10             | 1/8 finału  |
| 2005/2006 | 1. DOL           | 1. DOL           | 3/10             | 3/10             | 1/8 finału  |
| 2006/2007 | 3. DOL (vzhod)   | 3. DOL (vzhod)   | 4/10             | 4/10             | 2. runda    |
| 2007/2008 | 3. DOL (vzhod)   | 3. DOL (vzhod)   | 1/11             | 1/11             | 4. runda    |
| 2008/2009 | 2. DOL           | 2. DOL           | 10/10            | 10/10            | 4. runda    |
| 2009/2010 | 2. DOL           | 2. DOL           | 6/10             | 6/10             | 4. runda    |
| 2010/2011 | 2. DOL           | 2. DOL           | 2/10             | 2/10             | 1/8 finału  |
| 2011/2012 | 2. DOL           | 2. DOL           | 1/10             | 1/10             | 4. runda    |
| 2012/2013 | 1. DOL           | 1. DOL           | 7/10             | 7/10             | 4. runda    |
| 2013/2014 | 1. DOL           | 1. DOL           | 8/10             | 8/10             | ćwierćfinał |
| 2014/2015 | 1. DOL           | 1. DOL           | 10/10            | 10/10            | ćwierćfinał |
| 2015/2016 | 2. DOL           | 2. DOL           | 8/12             | 8/12             | 4. runda    |
| 2016/2017 | 2. DOL           | 2. DOL           | 10/12            | 10/12            | 4. runda    |
| 2017/2018 | 2. DOL           | 2. DOL           | 1/12             | 1/12             | 4. runda    |
| 2018/2019 | 1. DOL           | 1. DOL           | 8/10             | 8/10             | ćwierćfinał |
| 2019/2020 | 1. DOL           | 1. DOL           | 10/10            | 10/10            | ćwierćfinał |
| 2020/2021 | 1. DOL           | 1B.              | 9/16             | 1/8              | 1/8 finału  |
| 2021/2022 | 1. DOL           | 1B.              | 11/16            | 3/8              | 1/8 finału  |
| 2022/2023 | 1. DOL           | 1B.              | 10/16            | 2/8              | 1/8 finału  |
| 2023/2024 | 1. DOL           | 1B.              | 10/16            | 1/8              | 4. runda    |

Poziom rozgrywek:
     pierwszy poziom
     drugi poziom
     trzeci poziom

## Udział w europejskich pucharach
| Sezon     | Rozgrywki        | Osiągnięcie  |
| --------- | ---------------- | ------------ |
| 2004/2005 | Puchar Top Teams | faza grupowa |
| 2005/2006 | Puchar CEV       | faza grupowa |

## Osiągnięcia
- Mistrzostwa Słowenii:
  -  1. miejsce (1x): 2004
  -  2. miejsce (1x): 2005
  -  3. miejsce (1x): 2006